# Малый Амалат
Ма́лый Амала́т (бур. Бага Амалат) — посёлок в Баунтовском эвенкийском районе Бурятии. Входит в Северное сельское поселение.

## География
Расположен на левом берегу реки Малый Амалат, в 21 км к юго-западу от районного центра, села Багдарин, на 151-м километре региональной автодороги Р437, в 9 км к югу от аэропорта «Багдарин».

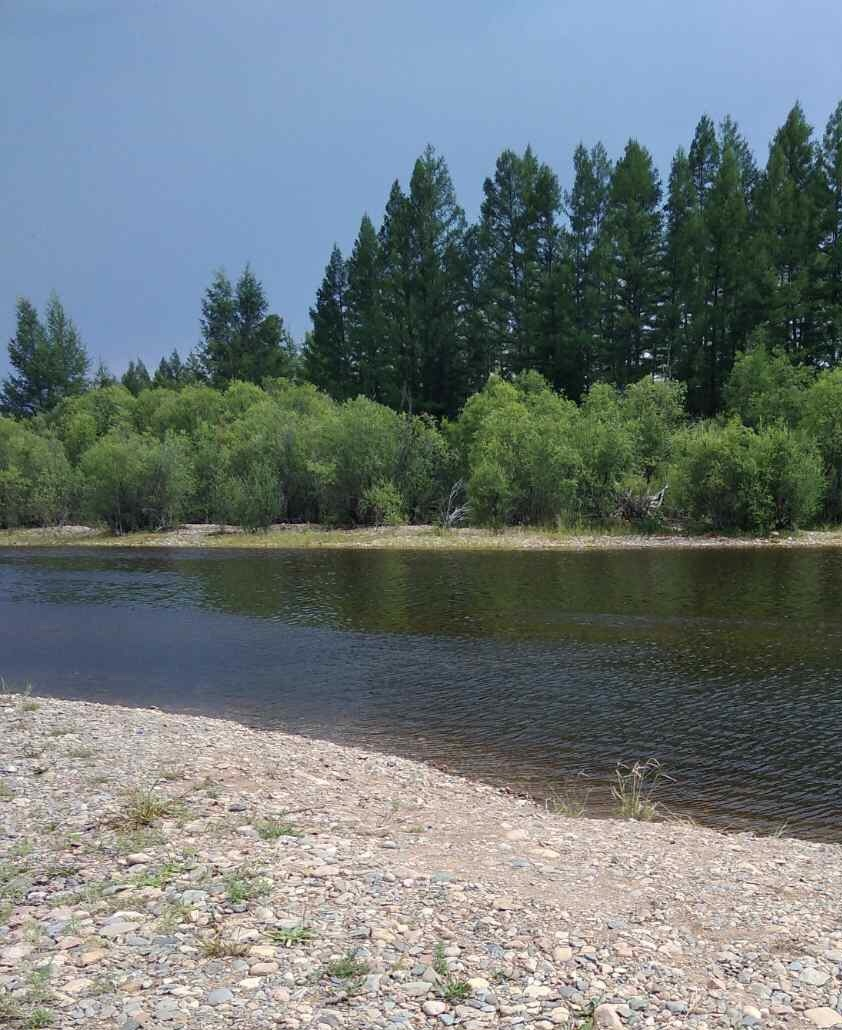
Река Малый Амалат возле одноимённого посёлка

## Население
| 2002 | 2010 |
| ---- | ---- |
| 185  | ↘122 |